# Synedoida crokeri
Synedoida crokeri là một loài bướm đêm trong họ Erebidae.